# 스미다정
스미다정(隅田町)은 도쿄부 미나미카쓰시카군에 일찍이 존재했던 정이다. 현재의 스미다구의 북동부에 해당한다.

## 역사
- 1889년 5월 1일 - 정촌제 시행에 수반해 8촌이 합병해 스미다촌이 성립하였다.
- 1932년 8월 15일 - 정으로 승격해 스미다정이 되었다.
- 1932년 10월 1일 - 미나미카쓰시카군이 도쿄시에 편입해, 스미다정의 구역은 무코지마구가 되었다.
- 1947년 3월 15일 - 혼조구와 합병해 스미다구가 신설되었다.

## 교통

### 철도
- 도부철도
  - 도부 이세사키선

## 참고문헌
- 大日本篤農家名鑑編纂所編『大日本篤農家名鑑』大日本篤農家名鑑編纂所、1910年。
- 『衆議院要覽 昭和3年 乙』衆議院事務局、1928年。
- 『葛飾区史 上巻』東京都葛飾区 1970年。